# ماركيز روكنغهام
ماركيز روكنغهام الثاني (بالإنجليزية: 2nd Marquess of Rockingham)‏ هو اللقب الذي عرف به تشارلز واتسون ونتورث (بالإنجليزية: Charles Watson-Wentworth)‏ سياسي بريطاني (13 مايو 1730-1 يوليو 1782). تولى رئاسة الوزارة في بريطانيا مرتين:
- من 13 يوليو 1765 إلى 30 يوليو 1766.
- من 27 مارس إلى 1 يوليو 1782.

توفي وهو لا يزال في منصبه.

## نشأته

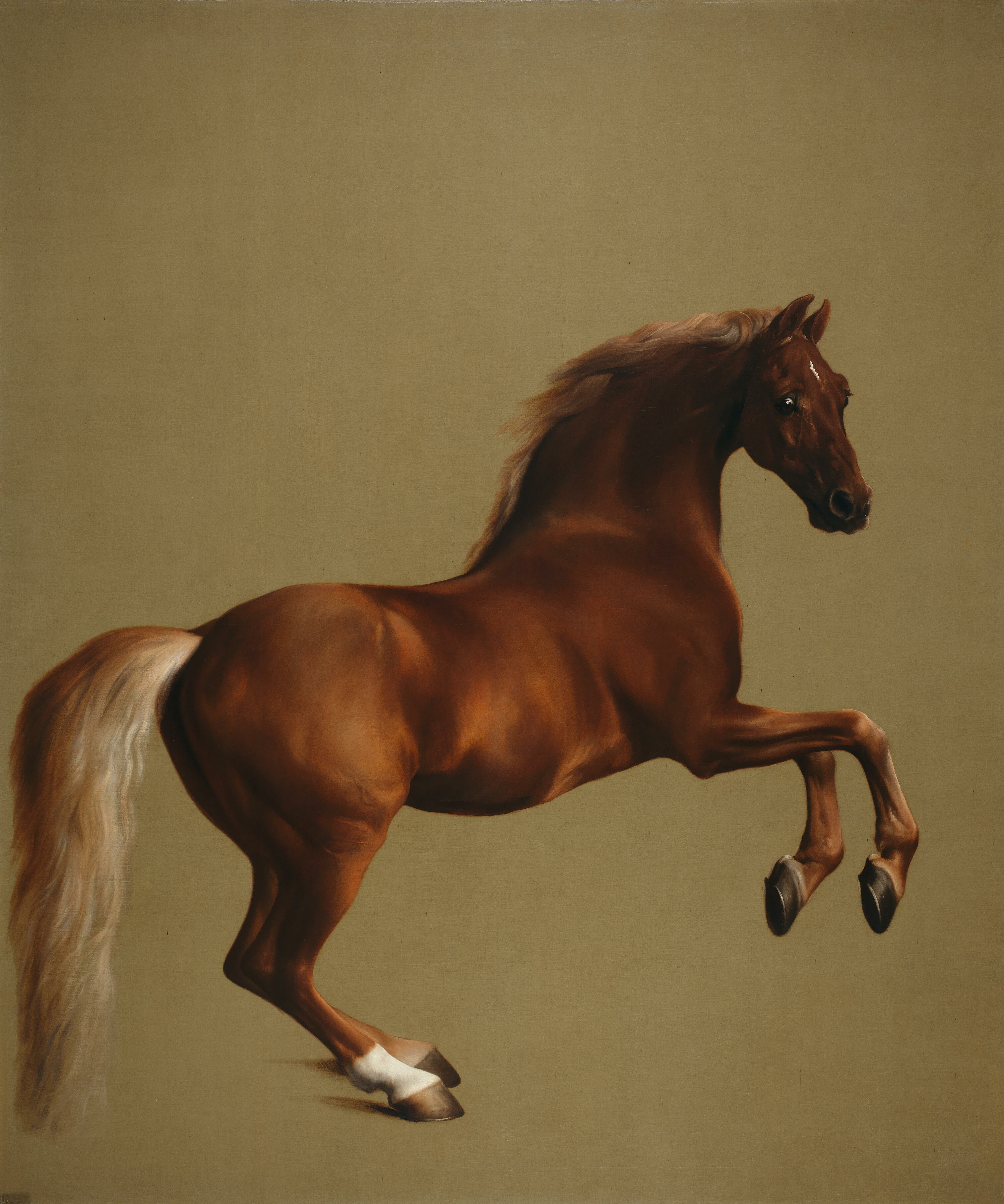
ويسل جاكيت عبارة عن لوحة زيتية من عام 1762 بريشة جورج ستابس، بتكليف من ماركيز روكنغهام تصور فرس السباق الخاص به بالحجم الطبيعي تقريبًا على خلفية فراغة. حصل المعرض الوطني في لندن عليها مقابل 11 مليون جنيه إسترليني.

وكان اللورد روكينغم ترعرع في منزل عائلة ودهاوس وينتوورث بالقرب من روثرهام في جنوب يوركشاير. تلقى تعليمه في مدرسة وستمنستر. وخلال يعقوبي ارتفاع أب 1745 روكينغم لجعله عقيد والمتطوعين المنظمة للدفاع عن البلاد ضد «المدعي الشاب». روكينغم ماري كتب له من لندن، قائلا الملك «كتب لا شك ولكن الذي كان جيدا، برتبة عقيد، كما فعل في جيشه»، وشارلوت شقيقة أخرى له «إن كنت قد اكتسبت شرف الخالد ولدي كل يوم عن ارتياح جلسة 20 أشياء وسيم وقال للبلوز وتسبب لهم مسيرة الجيش يعقوبي في شمال إنجلترا الأسرة وينتوورث على الفرار إلى دونكاستر وروكينغم ركب من وينتوورث لكارلايل للانضمام إلى دوق كمبرلاند في السعي لتحقيق» المدعي الشاب «. روكينغم فعل ذلك دون موافقة الوالدين، وكتب إلى والده كمبرلاند روكينغم، قائلا إن حماس» له في هذه المناسبة ويبين نفس المبادئ التي تقوم أصلحتها نفسك قدموا أدلة قوية من هذا القبيل«روكينغم كتب إلى والده الذي كمبرلاند اللوم لي لبلدي العصيان، ولكن كما قلت جاء مع تصميم لإنقاذ الملك وبلادي... إنها جريمة مخفف إلى حد كبير لي. روكينغم وكتب إلى والده:» على الرغم من أنني أرجو أن لا يقولوا ذلك له واجتمع أبدا أي شيء من هذا القبيل مع تصفيق عامة، وباختصار هو بطل هذه الأوقات، ومحادثات جلالة الملك في هذا الموضوع الشباب، في مثل هذه الشروط، كما يجب عليك أن نسمع من فضلك... في غرفة رسم أي شخصين الحديث معا، لكنه يجعل جزءا من الخطاب.
في أبريل 1746 والد روكينغم وقدم المركيز (المتبقية من المركيز فقط في طبقة النبلاء البريطانية لبعض الوقت)، وروكينغم نفسه وارتقى إلى إيرل من اسم علم. وجاءت هذه يكرم بسبب وشك رعاية بيلهام هنري وفي هذا الوقت روكينغم كان مسافرا في جميع أنحاء أوروبا تحت الوصاية من كوارم جورج، كما والده قرر عدم إرساله إلى كامبردج. وخلال فترة إقامته في روما روكينغم ولاحظ أن من بين الإنجليز اليمينيون اليعاقبة فاقت أربعة إلى واحد وأنه «لا يوجد أشخاص من ذوي الرتب عن المدعي» وأن «روح الشريرة من حركة اليعاقبه» آخذة في الانخفاض بشكل كبير. عندما تكون في هيرين هاوسن، هانوفر روكينغم التقى جورج الثاني وكان لها أثرا: الملك قال عمه روكينغم هنري فينش أنه لم يسبق له مثيل في الدقيقة أو أكثر للشباب واعد.